# Anders Christensen

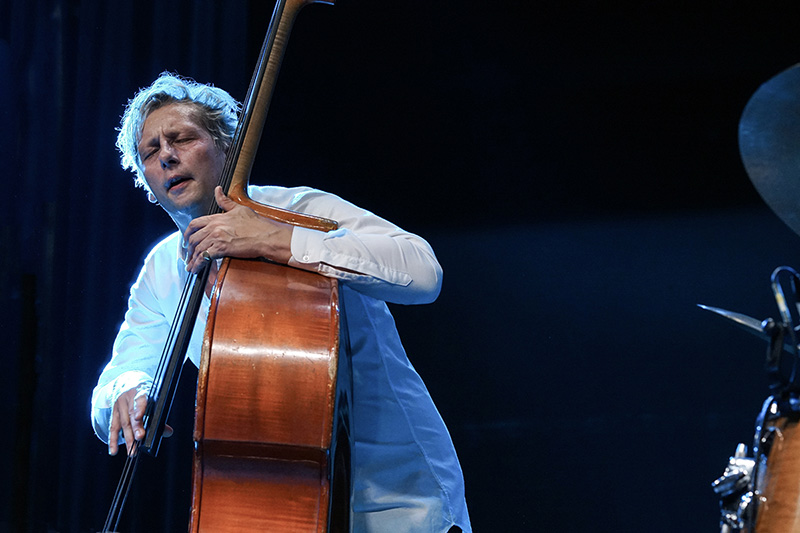
Anders Christensen auf dem Aarhus Jazz Festival 2017 mit Spacelab (Nikolaj Hess (p), Mikkel Hess (dr))

Anders „AC“ Christensen (* 1972 in Vejle) ist ein dänischer Jazzmusiker (Kontrabass, E-Bass, auch Komposition) des Modern Jazz.

## Leben und Wirken
Anders Christensen, der seit den frühen 1990er-Jahren in der dänischen Jazzszene aktiv ist, arbeitete u. a. mit Jakob Dinesen (Once Around the Park, 1992), Ib Glindemann, Anders Mogensen, Hans Ulrik, Christina Dahl sowie im Trio mit Jakob Bro und Jacob Høyer, in der internationalen Jazzszene bald auch in Paul Motians Electric Bebop Band, mit George Garzone, dem Tomasz Stańko Quintett (Dark Eyes ECM 2009), ferner mit Caroline Henderson, Tom Harrell, Joe Lovano und Lee Konitz.
2008/09 nahm Christensen in New York und Kopenhagen im Trioformat mit Aaron Parks und Paul Motian sein Debütalbum Dear Someone auf. Später hatte er das Trio Spacelab mit Nikolaj Hess und Mikkel Hess; im Duo mit Ned Ferm trat er beim dänischen Festival Vinterjazz 2019 auf; er gehörte auch zu dem von Ferm und dem Perkussionisten Kenny Wollesen geleiteten Quartett Wollesen Ferm. Im Bereich des Jazz war er nach Angaben von Tom Lord zwischen 1992 und 2022 an 35 Aufnahmesessions beteiligt.
Gemeinsam mit seinem Basskollegen Thomas Fonnesbæk wurde Christensen 2021 mit dem Ben Webster Prize ausgezeichnet.

## Diskographische Hinweise
- Once Around the Park: Unity (Family, 1997) mit Kasper Tranberg, Jakob Dinesen, Nikolaj Torp Larsen, Rune Funch, Michael Finding, Rune Harder, Al Agami
- Anders Christensen, Lasse M. Jensen: Go with Peace Jamil (Stunt, 2008)
- Nikolaj Hess, Marilyn Mazur, Mikkel Hess, Anders Christensen: Rhapsody – Impressions of Hammershøi (Cloud, 2016)
- Live Foyn Friis / Nikolaj Hess / Anders Christensen / Daniel Sommer: Willow (Foyn Records, 2018)
- Emanuele Maniscalco, Anders AC Christensen, Phelan Burgoyne: On Thursday (Hout, 2020)
- Anne Efternøler & & Lige Børn (2022)